# Нове Вонґродно
Нове Вонґродно (пол. Nowe Wągrodno) — село в Польщі, у гміні Пражмув Пясечинського повіту Мазовецького воєводства.
Населення — 178 осіб (2011).
У 1975-1998 роках село належало до Варшавського воєводства.

## Демографія
Демографічна структура станом на 31 березня 2011 року:
|          | Загалом | Допрацездатний вік | Працездатний вік | Постпрацездатний вік |
| -------- | ------- | ------------------ | ---------------- | -------------------- |
| Чоловіки | 93      | 22                 | 69               | 2                    |
| Жінки    | 85      | 17                 | 52               | 16                   |
| Разом    | 178     | 39                 | 121              | 18                   |